# Market Weston
Market Weston is een plaats en civil parish in het bestuurlijke gebied West Suffolk, in het Engelse graafschap Suffolk met 260 inwoners.